# 메렌게
메렌게(メレンゲ)는 일본의 록 밴드이다.

## 멤버
- 구보 겐지 보컬, 기타, 신시사이저를 담당한다.
- 다케시타 쓰요시 베이스를 담당한다.
- 야마자키 다케시 드럼을 담당한다.

## 발자취
2002년 초, 구보 겐지의 솔로 그룹으로 활동을 시작했다.
2003년 초, 다케시타 쓰요시와 야마자키 다케시가 정식 멤버로 가입했다.
2004년 5월 12일, 워너 뮤직 재팬을 통해 메이저 데뷔했다.

## 음반 목록

### 싱글
1. スターフルーツ (2008년 12월 3일)

### 앨범
1. シンメトリー (2009년 1월 14일)

### 제공
- 아라가키 유이 〈heavenly days〉, 〈つないだ手〉